# Выглен (Варненская область)
Выглен (болг. Въглен) — село в Болгарии. Находится в Варненской области, входит в общину Аксаково. Население составляет 1 114 человек.

## Политическая ситуация
В местном кметстве Выглен, в состав которого входит Выглен, должность кмета (старосты) исполняет Йорданка Душкова Радева (коалиция в составе 6 партий: Граждане за европейское развитие Болгарии (ГЕРБ), Демократы за сильную Болгарию (ДСБ), Национальное движение «Симеон Второй» (НДСВ), ВМРО — Болгарское национальное движение, Болгарский земледельческий народный союз (БЗНС), Союз демократических сил (СДС)) по результатам выборов.
Кмет (мэр) общины Аксаково — Атанас Костадинов Стоилов (коалиция в составе 3 партий: Граждане за европейское развитие Болгарии (ГЕРБ), Национальное движение «Симеон Второй» (НДСВ), Союз демократических сил (СДС)) по результатам выборов.